# Cristianismo positivo

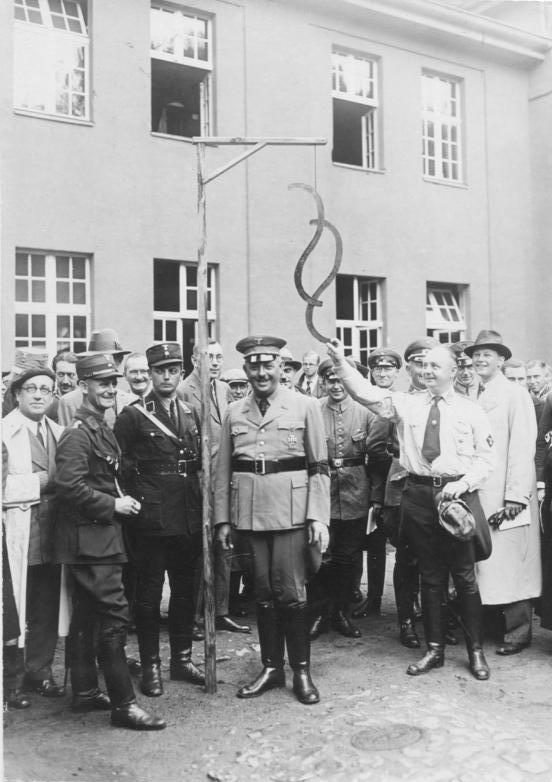
Como ministro de Asuntos Eclesiásticos, Hanns Kerrl (centro) describió a Hitler como el «heraldo de una nueva revelación» y dijo que el «cristianismo positivo» no dependía del símbolo de los apóstoles o de la creencia en Cristo como el Hijo de Dios.

Bandera de los Cristianos Alemanes, un movimiento reaccionario en el protestantismo alemán que estuvo asociado con el cristianismo positivo.

El cristianismo positivo (en alemán: positives Christentum) fue un movimiento dentro del Tercer Reich que mezcló la creencia de que la pureza racial del pueblo alemán debía mantenerse mezclando la ideología nazi con elementos del cristianismo. Adolf Hitler usó el término en el artículo 24 del Programa Nacionalsocialista de 1920, afirmando: «El partido representa el punto de vista del cristianismo positivo». Sin denominación, el término podría ser interpretado de maneras diversas. El cristianismo positivo disipó los temores entre la mayoría cristiana de Alemania, como se expresó a través de su hostilidad hacia las Iglesias establecidas de grandes sectores del movimiento nazi. En 1937, Hanns Kerrl, ministro de Asuntos Eclesiásticos, explicó que el «cristianismo positivo» no era «dependiente del credo de los apóstoles», ni dependía de la «fe en Cristo como el Hijo de Dios», de la cual el cristianismo se fundamenta, más bien, estaba representado por el NSDAP: «El Führer es el heraldo de una nueva revelación», dijo. De acuerdo con el antisemitismo nazi, los defensores del cristianismo positivo también buscaron negar los orígenes semíticos de Cristo y la Biblia. Basado en tales elementos, el cristianismo positivo se separó del cristianismo de Nicea y, como resultado, es considerado apóstata por las Iglesias cristianas históricamente trinitarias, independientemente de si son católicas, ortodoxas orientales o protestantes. 
Hitler se identificó como cristiano en un discurso del 12 de abril de 1922 y también en Mein Kampf . Sin embargo, los historiadores, como Ian Kershaw y Laurence Rees, caracterizan su aceptación del término cristianismo positivo y su participación en la política religiosa como impulsada por el oportunismo y un reconocimiento pragmático de la importancia política de las Iglesias cristianas en Alemania. Sin embargo, los esfuerzos del régimen para imponer un «cristianismo positivo» nazificado en una Iglesia nacional del Reich (Reichskirche) controlada por el Estado esencialmente fracasaron y resultó en la formación de la Iglesia Confesante disidente, que vio un gran peligro para Alemania por la «nueva religión». La Iglesia católica también denunció el mito pagano del credo de «sangre y tierra» en la encíclica papal Mit brennender Sorge (Con viva preocupación) de 1937. 
El ideólogo nazi Alfred Rosenberg desempeñó un papel importante en el desarrollo del «cristianismo positivo», que concibió en desacuerdo tanto con Roma como con la Iglesia protestante, a la que llamó «cristianismo negativo». El historiador Richard Steigmann-Gall cuestionó si esto hizo de Rosenberg un genuino anticristiano. Rosenberg concibió el cristianismo positivo como una fe de transición y, en medio del fracaso de los esfuerzos del régimen para controlar el protestantismo a través de la agencia pronazi de los «Cristianos Alemanes» (Deutsche Christen), respaldó el neopagano «Movimiento de la Fe Alemana», junto con sus compañeros radicales Robert Ley y Baldur von Schirach, que rechazaba más completamente las concepciones judeocristianas de Dios. Durante la guerra, Rosenberg elaboró un plan para el futuro de la religión en Alemania que intentaría la «expulsión de las religiones cristianas extranjeras», el reemplazo de la Biblia con Mein Kampf y la sustitución de la cruz cristiana con la esvástica en Iglesias nazificadas.